# トウオオバコ
トウオオバコ（唐大葉子、学名：Plantago japonica）は、オオバコ科オオバコ属の多年草。

## 特徴
オオバコに似るが全体に無毛で大型になる。根茎から10-17個の葉が束生し、斜めに立つ。葉身は長さ8-25cm、幅5-18cm、卵形で、すこし厚めで革質、やや平行する数本の葉脈が目立つ。先端は鈍く、基部はしだいに細まって柄になり、長さ3-20cmの葉柄となる。縁には不明瞭な少数の歯牙状の鋸歯がみられる。
花期は7-8月。葉の間から、高さ40-80cmになる長い花茎を1-5本伸ばし、穂状花序に多数の花を密につける。萼片は2mmの楕円形で、先は円い。花冠は白色で先が4裂して反り返る。雄蕊は4個あり、花冠の外に長く突き出る。果実は蒴果で萼片の2倍の長さになり、楕円形で、1果の中に長さ1mm前後になる楕円形の種子が8-12個ある。
和名はトウオオバコ（唐大葉子）で、オオバコと比べて大型で、多少風変りな姿を異国風とみて、中国から渡来したものだろうとして名づけられたものと考えられるが、種小名のとおり日本産である。

## 分布と生育環境
北海道、本州、四国、九州に分布し、日当たりのよい海辺に生育する。

## ギャラリー
- 上から順に蕾、白い花柱が伸びた雌性期の花、雄蕊が伸びた雄性期の花、若い果実。
- この個体の花茎は長さ150cmあった。